# Kenya a 2012. évi nyári olimpiai játékokon
Kenya a nagy-britanniai Londonban megrendezett 2012. évi nyári olimpiai játékok egyik részt vevő nemzete volt. Az országot az olimpián 4 sportágban 47 sportoló képviselte, akik összesen 12 érmet szereztek.

## Érmesek
| Érem  | Versenyző                | Sportág  | Versenyszám          |
| ----- | ------------------------ | -------- | -------------------- |
| Arany | David Rudisha            | Atlétika | Férfi 800 m          |
| Arany | Ezekiel Kemboi           | Atlétika | Férfi 3000 m akadály |
| Ezüst | Abel Kirui               | Atlétika | Férfi maraton        |
| Ezüst | Vivian Cheruiyot         | Atlétika | Női 5000 m           |
| Ezüst | Sally Kipyego            | Atlétika | Női 10 000 m         |
| Ezüst | Priscah Jeptoo           | Atlétika | Női maraton          |
| Bronz | Timothy Kitum            | Atlétika | Férfi 800 m          |
| Bronz | Thomas Longosiwa         | Atlétika | Férfi 5000 m         |
| Bronz | Wilson Kipsang Kiprotich | Atlétika | Férfi maraton        |
| Bronz | Abel Mutai               | Atlétika | Férfi 3000 m akadály |
| Bronz | Vivian Cheruiyot         | Atlétika | Női 10 000 m         |
| Bronz | Milcah Chemos Cheywa     | Atlétika | Női 3000 m akadály   |

## Atlétika
Férfi
| Versenyző                                                             | Versenyszám     | Előfutam | Előfutam | Előfutam | Elődöntő | Elődöntő | Elődöntő | Döntő         | Döntő         |
| Versenyző                                                             | Versenyszám     | Idő      | Hely.    | Össz.    | Idő      | Hely.    | Össz.    | Idő           | Helyezés      |
| --------------------------------------------------------------------- | --------------- | -------- | -------- | -------- | -------- | -------- | -------- | ------------- | ------------- |
| David Rudisha                                                         | 800 m           | 1:45,90  | 1.       | 3.*      | 1:44,35  | 1.       | 2.       | 1:40,91       |               |
| Timothy Kitum                                                         | 800 m           | 1:45,72  | 2.       | 2.       | 1:44,63  | 2.       | 5.       | 1:42,53       |               |
| Antony Chemut                                                         | 800 m           | 1:47,42  | 2.       | 27.      | 1:45,63  | 4.       | 14.      | kiesett       | kiesett       |
| Silas Kiplagat                                                        | 1500 m          | 3:39,79  | 4.       | 15.      | 3:34,60  | 2.       | 2.       | 3:36,19       | 7.            |
| Nixon Chepseba                                                        | 1500 m          | 3:42,29  | 9.       | 31.      | 3:34,89  | 4.       | 4.       | 3:39,04       | 11.           |
| Asbel Kiprop                                                          | 1500 m          | 3:36,59  | 3.       | 3.       | 3:42,92  | 2.       | 15.      | 3:43,83       | 12.           |
| Thomas Longosiwa                                                      | 5000 m          | 13:15,41 | 3.       | 3.       |          |          |          | 13:42,36      |               |
| Isiah Koech                                                           | 5000 m          | 13:25,64 | 2.       | 13.      |          |          |          | 13:43,83      | 5.            |
| Edwin Soi                                                             | 5000 m          | 13:27,06 | 6.       | 18.      |          |          |          | kiesett       | kiesett       |
| Bedan Karoki Muchiri                                                  | 10 000 m        |          |          |          |          |          |          | 27:32,94      | 5.            |
| Moses Masai                                                           | 10 000 m        |          |          |          |          |          |          | 27:41,34      | 12.           |
| Wilson Kiprop                                                         | 10 000 m        |          |          |          |          |          |          | nem ért célba | nem ért célba |
| Abel Kirui                                                            | Maraton         |          |          |          |          |          |          | 2:08:27       |               |
| Wilson Kipsang Kiprotich                                              | Maraton         |          |          |          |          |          |          | 2:09:37       |               |
| Emmanuel Kipchirchir Mutai                                            | Maraton         |          |          |          |          |          |          | 2:14:49       | 17.           |
| Boniface Mucheru                                                      | 400 m gát       | 50,33    | 6.       | 35.*     | kiesett  | kiesett  | kiesett  | kiesett       | kiesett       |
| Vincent Kiplangat Kosgei                                              | 400 m gát       | 50,80    | 7.       | 40.      | kiesett  | kiesett  | kiesett  | kiesett       | kiesett       |
| Ezekiel Kemboi                                                        | 3000 m akadály  | 8:20,97  | 2.       | 8.       |          |          |          | 8:18,56       |               |
| Abel Mutai                                                            | 3000 m akadály  | 8:17,70  | 3.       | 3.       |          |          |          | 8:19,73       |               |
| Brimin Kipruto                                                        | 3000 m akadály  | 8:28,62  | 1.       | 18.      |          |          |          | 8:23,03       | 5.            |
| Boniface Mweresa Vincent Mumo Boniface Mucheru Alphas Leken Kishoyian | 4 × 400 m váltó | kizárták | kizárták | kizárták |          |          |          | kiesett       | kiesett       |

| Versenyző   | Versenyszám   | Selejtező | Selejtező | Döntő    | Döntő    |
| Versenyző   | Versenyszám   | Eredmény  | Helyezés  | Eredmény | Helyezés |
| ----------- | ------------- | --------- | --------- | -------- | -------- |
| Julius Yego | Gerelyhajítás | 81,81 m   | 9.        | 77,15 m  | 12.      |

Női
| Versenyző              | Versenyszám    | Előfutam | Előfutam | Előfutam | Elődöntő | Elődöntő | Elődöntő | Döntő         | Döntő         |
| Versenyző              | Versenyszám    | Idő      | Hely.    | Össz.    | Idő      | Hely.    | Össz.    | Idő           | Helyezés      |
| ---------------------- | -------------- | -------- | -------- | -------- | -------- | -------- | -------- | ------------- | ------------- |
| Joy Nakhumicha Sakari  | 400 m          | 51,85    | 3.       | 13.      | 52,95    | 8.       | 24.      | kiesett       | kiesett       |
| Pamela Jelimo          | 800 m          | 2:00,54  | 1.       | 2.       | 1:59,42  | 1.       | 9.       | 1:57,59       | 4.            |
| Janeth Jepkosgei       | 800 m          | 2:01,04  | 1.       | 5.       | 1:58,26  | 3.       | 3.       | 2:00,19       | 8.            |
| Cherono Koech          | 800 m          | 2:08,43  | 3.       | 27.      | 2:00,53  | 5.       | 15.      | kiesett       | kiesett       |
| Hellen Obiri           | 1500 m         | 4:05,40  | 4.       | 4.       | 4:02,30  | 5.       | 5.       | 4:16,57       | 12.           |
| Faith Kipyegon         | 1500 m         | 4:08,78  | 9.       | 19.      | kiesett  | kiesett  | kiesett  | kiesett       | kiesett       |
| Eunice Sum             | 1500 m         | 4:16,95  | 10.      | 38.      | kiesett  | kiesett  | kiesett  | kiesett       | kiesett       |
| Vivian Cheruiyot       | 10 000 m       |          |          |          |          |          |          | 30:30,44      |               |
| Vivian Cheruiyot       | 5000 m         | 15:01,54 | 2.       | 5.       |          |          |          | 15:04,73      |               |
| Viola Kibiwot          | 5000 m         | 14:59,31 | 3.       | 3.       |          |          |          | 15:11,59      | 6.            |
| Sally Kipyego          | 5000 m         | 15:01,87 | 3.       | 6.       |          |          |          | 15:05,79      | 4.            |
| Sally Kipyego          | 10 000 m       |          |          |          |          |          |          | 30:26,37      |               |
| Joyce Chepkirui        | 10 000 m       |          |          |          |          |          |          | nem ért célba | nem ért célba |
| Priscah Jeptoo         | Maraton        |          |          |          |          |          |          | 2:23:12       |               |
| Mary Jepkosgei Keitany | Maraton        |          |          |          |          |          |          | 2:23:56       | 4.            |
| Edna Kiplagat          | Maraton        |          |          |          |          |          |          | 2:27:52       | 20.           |
| Maureen Jelagat Maiyo  | 400 m gát      | 1:02,16  | 7.       | 41.      | kiesett  | kiesett  | kiesett  | kiesett       | kiesett       |
| Milcah Chemos Cheywa   | 3000 m akadály | 9:27,09  | 3.       | 8.       |          |          |          | 9:09,88       |               |
| Mercy Njoroge          | 3000 m akadály | 9:25,99  | 3.       | 6.       |          |          |          | 9:26,73       | 10.           |
| Lydia Rotich           | 3000 m akadály | 9:42,03  | 8.       | 25.      |          |          |          | kiesett       | kiesett       |

* – egy másik versenyzővel azonos eredményt ért el

## Ökölvívás
Férfi
| Versenyző       | Versenyszám | Selejtező                     | Nyolcaddöntő      | Negyeddöntő       | Elődöntő          | Döntő             | Helyezés |
| Versenyző       | Versenyszám | Ellenfél Eredmény             | Ellenfél Eredmény | Ellenfél Eredmény | Ellenfél Eredmény | Ellenfél Eredmény | Helyezés |
| --------------- | ----------- | ----------------------------- | ----------------- | ----------------- | ----------------- | ----------------- | -------- |
| Benson Njangiru | Légsúly     | Hesham Abdelaal (EGY) · 16–19 | kiesett           | kiesett           | kiesett           | kiesett           | 17.      |

Női
| Versenyző         | Versenyszám | Selejtező                    | Negyeddöntő       | Elődöntő          | Döntő             | Helyezés |
| Versenyző         | Versenyszám | Ellenfél Eredmény            | Ellenfél Eredmény | Ellenfél Eredmény | Ellenfél Eredmény | Helyezés |
| ----------------- | ----------- | ---------------------------- | ----------------- | ----------------- | ----------------- | -------- |
| Elizabeth Andiego | Középsúly   | Marina Volnova (KAZ) · 11–20 | kiesett           | kiesett           | kiesett           | 9.       |

## Súlyemelés
Női
| Versenyző           | Versenyszám | Szakítás | Szakítás | Lökés    | Lökés    | Összesen | Helyezés |
| Versenyző           | Versenyszám | Eredmény | Helyezés | Eredmény | Helyezés | Összesen | Helyezés |
| ------------------- | ----------- | -------- | -------- | -------- | -------- | -------- | -------- |
| Mercy Apondi Obiero | 69 kg       | 76       | 14.      | 105      | 13.      | 181      | 13.      |

## Úszás
Férfi
| Versenyző     | Versenyszám    | Előfutam | Előfutam | Előfutam | Elődöntő | Elődöntő | Elődöntő | Döntő   | Döntő    |
| Versenyző     | Versenyszám    | Idő      | Hely.    | Össz.    | Idő      | Hely.    | Össz.    | Idő     | Helyezés |
| ------------- | -------------- | -------- | -------- | -------- | -------- | -------- | -------- | ------- | -------- |
| David Dunford | 50 m gyors     | 22,72    | 3.       | 27.      | kiesett  | kiesett  | kiesett  | kiesett | kiesett  |
| David Dunford | 100 m gyors    | 49,60    | 3.       | 26.      | kiesett  | kiesett  | kiesett  | kiesett | kiesett  |
| Jason Dunford | 100 m pillangó | 52,23    | 4.       | 15.      | 52,16    | 8.       | 12.      | kiesett | kiesett  |